# A művelt eb
A művelt eb a Frakk, a macskák réme című rajzfilmsorozat harmadik évadjának harmadik része.

## Cselekmény
Lukrécia és Szerénke azzal ugratják Frakkot, hogy buta. Meghallva ezt Károly bácsi, beíratja a kutyaiskolába. Első nap hazaérve megmondja Lajcsikának, hogy ő is jár iskolába. Focizás közben azonban a labda fönnakad a tetőn. Lajcsikának kell felmásznia érte, de aztán nem tud lejönni onnan. A macskáknak sikerült levinniük őt. Eközben Károly bácsi megkérte Lajcsika anyukáját, hogy hadd vigye el ezután Lajcsika Frakkot a kutyaiskolába, aki ebbe beleegyezett. Végül a tanév végén Frakk kitűnő bizonyítvánnyal jön haza.

## Alkotók
- Rendező és operatőr: Nagy Pál
- Társrendezők: Imre István, Várnai György
- Forgatókönyvíró: Bálint Ágnes
- Zeneszerző: Pethő Zsolt
- Hangmérnök: Bársony Péter
- Vágó: Czipauer János
- Tervezte: Várnai György
- Háttér: Szálas Gabriella
- Rajzolta: Ifj. Nagy Pál
- Színes technika: Kun Irén
- Gyártásvezető: Doroghy Judit

Készítette a Magyar Televízió megbízásából a Pannónia Filmstúdió

## Szereplők
- Frakk: Szabó Gyula
- Lukrécia: Schubert Éva
- Szerénke: Váradi Hédi
- Károly bácsi: Suka Sándor
- Irma néni: Pártos Erzsi
- Lajcsi: Geszti Péter
- Lajcsi anyja: Czigány Judit
- Edző a kutyaiskolában: Horkai János